# Jay Duffy
Jordan Stephen Scott "Jay" Duffy (Dublino, 22 aprile 1996) è un attore irlandese e figlio del membro della band Boyzone, Keith Duffy. conosciuto per aver interpretato il ruolo di Declan Brady nella soap opera Hollyoaks.

## Biografia
Jay è nato al Rotunda Hospital, a Dublino. Figlio di Keith Duffy allora fidanzato con Lisa Smith nel 1996. Deve il suo nome dal giocatore preferito di basket di suo padre Michael Jordan. Duffy ha una sorella Mia, che è di 4 anni più giovane e soffre di sindrome di autismo. Jay è sempre presente ai concerti della band insieme al padre.

## Carriera
Jay ha fatto il suo debutto televisivo il 2 agosto 2011 interpretando il personaggio di Declan Brady nella soap opera Hollyoaks. Nella trama Declan arriva con la madre Eileen per rimanere con il padre Brendan Brady, interpretato da Emmett Scanlan. Jay ha poi ripreso il suo ruolo nello show il 6 gennaio 2012. Le scene sono state girate nel mese di ottobre quando Jay era in vacanze scolastiche. Suo padre Keith Duffy aveva espresso le sue preoccupazioni di Jay nel diventare un personaggio permanente nella soap poiché poteva influire sull'educazione scolastica dei figli. Jay è apparso nel The Late Late Show, con suo padre Keith Duffy, il 13 gennaio 2012.

## Filmografia
- Hollyoaks – serial TV, 27 puntate (2011-2012)
- Vikings – serie TV, episodio 2x02 (2014)
- Handsome Devil, regia di John Butler (2016)
- Derry Girls – serie TV, episodi 2x01-3x07 (2019-2022)
- My Left Nut, regia di Paul Gay – miniserie TV (2020)
- Northern Lights, regia di Tom Hall, Anthony Schatteman, Ruth Meehan – miniserie TV (2023)
- La Ruota del Tempo (The Wheel of Time) – serie TV, 6 episodi (2023-2025)